# The Fable of the Kid Who Shifted His Ideals to Golf and Finally Became a Baseball Fan and Took the Only Known Cure
The Fable of the Kid Who Shifted His Ideals to Golf and Finally Became a Baseball Fan and Took the Only Known Cure  è un cortometraggio muto del 1916. Il nome del regista non viene riportato.
Il soggetto è tratto da una storia scritta da George Ade.

## Produzione
Il film fu prodotto dalla Essanay Film Manufacturing Company. Venne girato a Chicago, dove la casa di produzione aveva la sua sede principale.

## Distribuzione
Distribuito dalla General Film Company, il film - un cortometraggio di una bobina - uscì nelle sale cinematografiche USA il  4 ottobre 1916.